# 31-ша паралель північної широти
31-та паралель північної широти — лінія широти, що лежить на 31 градус північніше земної екваторіальної площини. Вона проходить через Північну Африку, Азію, Тихий океан, Північну Америку та Атлантичний океан.
Через паралель проходить частина кордону між Іраном та Іраком. 

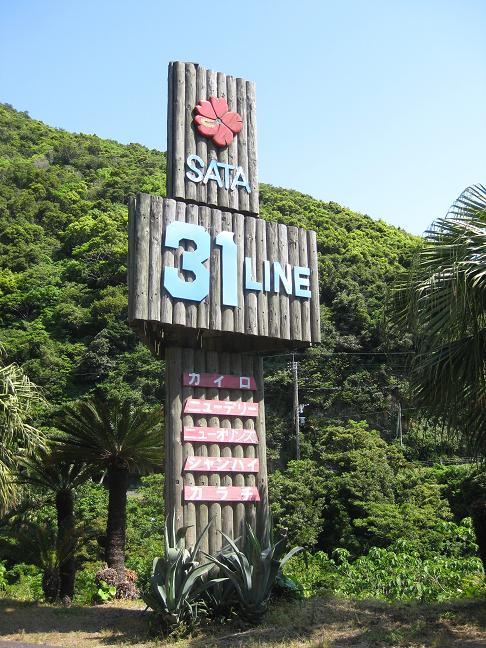
Пам'ятний знак, встановлений на 31-шій паралелі північної широти на мисі Сата (мис) в Японії

В США через 31-шу паралель північної широти проходить частина кордону між штатами Міссісіпі та Луїзіана, а також більша частина кордону між Алабамою та Флоридою

За договором Пінкні 1795 року ця паралель була визначена як кордон між США та іспанською територією Західна Флорида. Через два роки ця межа була досліджена американським геодезистом Ендрю Еллікоттом. Наразі 31-ша паралель північної широти визначає частину кордону між штатами Міссісіпі та Луїзіана, а також більшу частину кордону між Алабамою та Флоридою.
На цій широті під час літнього сонцестояння сонце видно 14 годин 10 хвилин, а під час зимового сонцестояння — 10 годин 8 хвилин.

## Список географічних об'єктів, що перетинає 31° пн. ш.
Починаючи з Гринвіцького меридіану та рухаючись на схід, 31-та паралель північної широти проходить через:
| Координати                                                   | Країна, територія або море            | Примітки |
| ------------------------------------------------------------ | ------------------------------------- | --- |
| 31°0′ пн. ш. 0°0′ сх. д. / 31.000° пн. ш. 0.000° сх. д.      | Алжир                                 | |
| 31°0′ пн. ш. 9°22′ сх. д. / 31.000° пн. ш. 9.367° сх. д.     | Туніс                                 | |
| 31°0′ пн. ш. 10°17′ сх. д. / 31.000° пн. ш. 10.283° сх. д.   | Лівія                                 | |
| 31°0′ пн. ш. 17°33′ сх. д. / 31.000° пн. ш. 17.550° сх. д.   | Середземне море                       | Затока Сідра |
| 31°0′ пн. ш. 20°8′ сх. д. / 31.000° пн. ш. 20.133° сх. д.    | Лівія                                 | |
| 31°0′ пн. ш. 24°56′ сх. д. / 31.000° пн. ш. 24.933° сх. д.   | Єгипет                                | |
| 31°0′ пн. ш. 28°43′ сх. д. / 31.000° пн. ш. 28.717° сх. д.   | Середземне море                       | |
| 31°0′ пн. ш. 29°35′ сх. д. / 31.000° пн. ш. 29.583° сх. д.   | Єгипет                                | |
| 31°0′ пн. ш. 34°21′ сх. д. / 31.000° пн. ш. 34.350° сх. д.   | Ізраїль                               | |
| 31°0′ пн. ш. 35°24′ сх. д. / 31.000° пн. ш. 35.400° сх. д.   | Йорданія                              | |
| 31°0′ пн. ш. 37°30′ сх. д. / 31.000° пн. ш. 37.500° сх. д.   | Саудівська Аравія                     | Проходить через Арар |
| 31°0′ пн. ш. 42°14′ сх. д. / 31.000° пн. ш. 42.233° сх. д.   | Ірак                                  | Проходить через Ен-Насирію |
| 31°0′ пн. ш. 47°42′ сх. д. / 31.000° пн. ш. 47.700° сх. д.   | Становить кордон між Іраном та Іраком | |
| 31°0′ пн. ш. 48°1′ сх. д. / 31.000° пн. ш. 48.017° сх. д.    | Іран                                  | |
| 31°0′ пн. ш. 61°50′ сх. д. / 31.000° пн. ш. 61.833° сх. д.   | Афганістан                            | |
| 31°0′ пн. ш. 66°35′ сх. д. / 31.000° пн. ш. 66.583° сх. д.   | Пакистан                              | Белуджистан Пенджаб |
| 31°0′ пн. ш. 74°33′ сх. д. / 31.000° пн. ш. 74.550° сх. д.   | Індія                                 | Пенджаб Гімачал-Прадеш Уттаракханд |
| 31°0′ пн. ш. 79°32′ сх. д. / 31.000° пн. ш. 79.533° сх. д.   | КНР                                   | Тибет Сичуань Чунцін Хубей Аньхой Чжецзян Цзянсу Чжецзян — приблизно на 5 км Цзянсу — приблизно на 5 км Чжецзян — приблизно на 11 км Шанхай |
| 31°0′ пн. ш. 121°53′ сх. д. / 31.000° пн. ш. 121.883° сх. д. | Східнокитайське море                  | |
| 31°0′ пн. ш. 130°39′ сх. д. / 31.000° пн. ш. 130.650° сх. д. | Японія                                | Проходить через мис Сата[en], найпівденнішу точку острова Кюсю                                                                              |
| 31°0′ пн. ш. 130°41′ сх. д. / 31.000° пн. ш. 130.683° сх. д. | Тихий океан                           | |
| 31°0′ пн. ш. 116°20′ зх. д. / 31.000° пн. ш. 116.333° зх. д. | Мексика                               | Проходить через півострів Каліфорнія |
| 31°0′ пн. ш. 114°50′ зх. д. / 31.000° пн. ш. 114.833° зх. д. | Каліфорнійська затока                 | |
| 31°0′ пн. ш. 113°6′ зх. д. / 31.000° пн. ш. 113.100° зх. д.  | Мексика                               | |
| 31°0′ пн. ш. 105°33′ зх. д. / 31.000° пн. ш. 105.550° зх. д. | США                                   | Техас Луїзіана Становить кордон між Міссісіпі та Луїзіаною Міссісіпі Алабама Становить кордон між Алабамою та Флоридою Джорджія             |
| 31°0′ пн. ш. 81°28′ зх. д. / 31.000° пн. ш. 81.467° зх. д.   | Атлантичний океан                     | |
| 31°0′ пн. ш. 9°49′ зх. д. / 31.000° пн. ш. 9.817° зх. д.     | Марокко                               | |
| 31°0′ пн. ш. 3°33′ зх. д. / 31.000° пн. ш. 3.550° зх. д.     | Алжир                                 | |